# Monsul
Monsul es una freguesia portuguesa del concelho de Póvoa de Lanhoso, con 3,39 km² de superficie y 806 habitantes (2001). Su densidad de población es de 237,8 hab/km².

## Galería

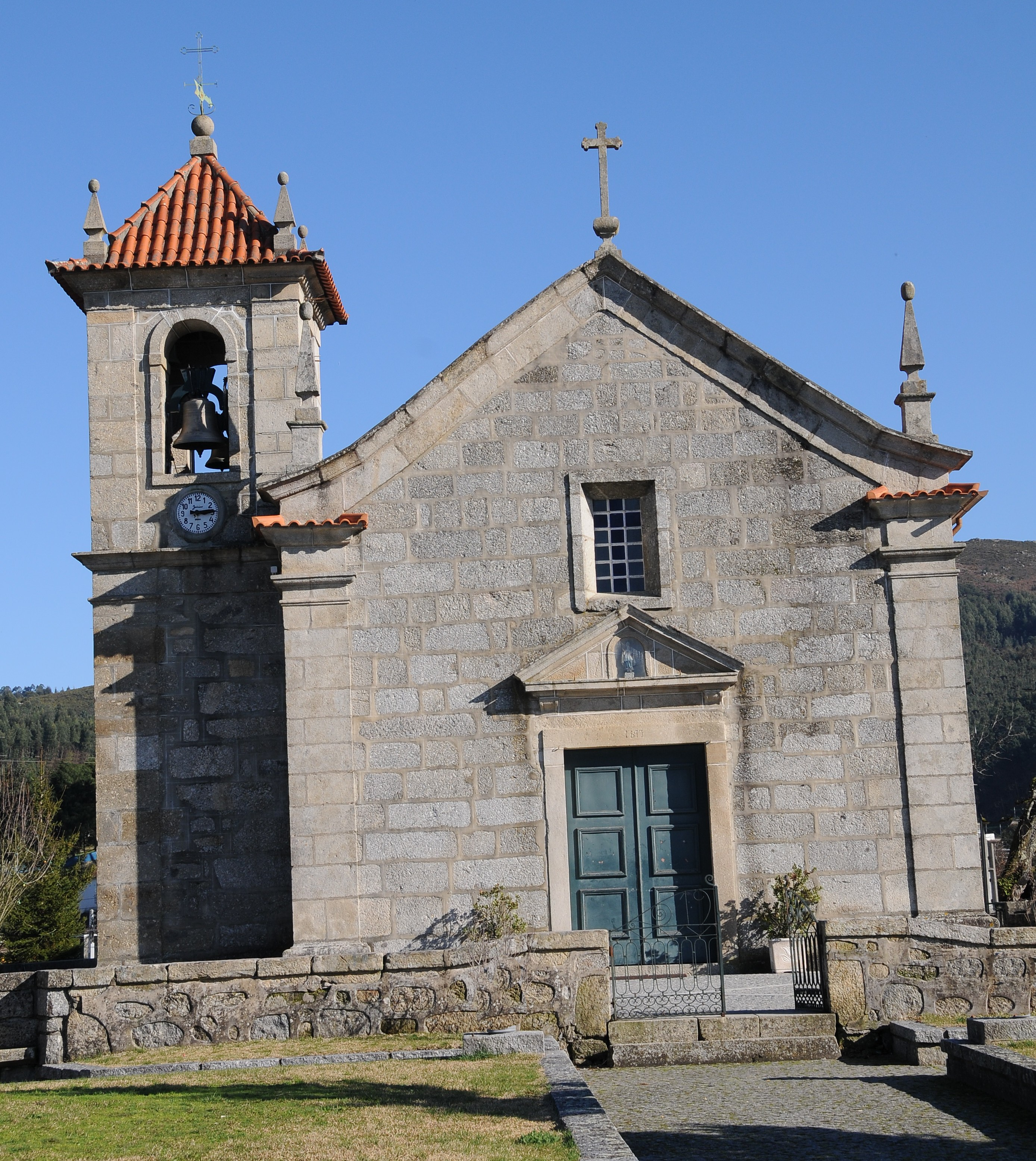
Iglesia de Monsul